# Paraserianthes
Genre
Paraserianthes est un genre de plantes à fleurs dicotylédones de la famille des Fabaceae, sous-famille des Mimosoideae, originaire d'Asie du Sud-Est et d'Australie, qui comprend trois espèces acceptées.

## Liste d'espèces
Selon The Plant List (26 novembre 2018) :
- Paraserianthes lophantha (Willd.) I.C.Nielsen
- Paraserianthes pullenii (Verdc.) I.C.Nielsen
- Paraserianthes toona (Bailey) I.C.Nielsen